# Stanley (Virginia)
Stanley es un pueblo situado en el condado de Page, Virginia  (Estados Unidos). Tiene una población estimada, a mediados de 2022, de 1702 habitantes.

## Demografía

### Censo de 2020
Según el censo de 2020, en ese momento había 1703 habitantes y 782 viviendas en la localidad. La densidad de población era de 459.03 habitantes por km².

### Estimación 2018-2022
Según la estimación 2018-2022 de la Oficina del Censo, los ingresos medios de los hogares son de $42,976 y los ingresos medios de las familias son de $60,000. Alrededor del 14.1% de la población está por debajo de la línea de pobreza.

## Localidades adyacentes
El siguiente diagrama muestra a las localidades más próximas a Stanley.